# Alim Dara
Alim Dara é uma vila do Afeganistão, localizada na província de Badaquexão. Já foi o primeiro ponto de parada da estrada de Talicã a Faizabade em Utar Pradexe, na Índia. Na virada do século XX, dizia-se que abrigava uma população permanente de cerca de 300 famílias. A área também incluía no momento uma zona de cultivo, um riacho e canais.